# Heterolaophonte hamondi
Heterolaophonte hamondi är en kräftdjursart som beskrevs av Gilbert Henry Hicks 1975. Heterolaophonte hamondi ingår i släktet Heterolaophonte och familjen Laophontidae. Arten är reproducerande i Sverige. Inga underarter finns listade i Catalogue of Life.